# 淳于衍
淳于衍（？—？年）字少夫，為漢朝時期的宮廷女醫，是中國最早有文獻紀錄的女性婦產科醫師之一。

## 生平
本始三年（公元前71年），漢宣帝的皇后許平君懷孕，在即將要分娩時得病，女醫淳于衍頗得大將軍霍光夫人霍顯的歡心，當時她時常入宮為皇后診治。淳于衍的丈夫賞擔任掖庭戶衛，想讓妻子淳于衍拜託霍顯，幫他調遷為安池監，淳于衍將丈夫的請求轉達給霍顯，此時正為女兒霍成君未能當上皇后而懊惱的霍顯由此心生一計，命令左右的人暫時退下，私下對淳于衍說：「你有事相求於我，我也有事相求於你，可以嗎？」淳于衍說：「只要夫人開口，對我有什麼不好說的！」霍顯說：「霍將軍極為疼愛小女霍成君，想讓女兒飛黃騰達，這事就只能麻煩你了。」淳于衍說：「夫人意欲如何呢？」霍顯說：「婦人生產乃大事，往往九死一生，你可趁著當今皇后分娩時，乘機下藥將其毒死，這樣小女成君便可當上皇后。待到事成，你我二人當同享富貴。」淳于衍說：「開藥須由眾醫配合，且進服時醫生也必需先嘗藥，如何能輕易下手呢？」霍顯說：「這事只看你是否有意動手而已，霍將軍攝政號令天下，有誰敢多言呀。緩急相護，只怕你不願鼎力相助罷了！」淳于衍沉思良久後說：「願盡力而為」。
淳于衍搗碎附子，並將附子攜入長定宮。在許平君分娩後，淳于衍取附子混入大醫大丸中給許平君服下，飲藥不久許平君便說：「我頭暈腦脹的厲害！藥中不會有毒吧？」淳于衍回說：「沒有。」許平君的呼吸越加急促，很快就身亡了。淳于衍出宮後，向霍顯告知事情已經辦妥，雖然霍顯對她表示慰勞，但尚未敢重重酬謝淳于衍。後來有人控告諸醫對皇后的照料失職，御醫們皆被捕入獄，要他們交代罪行。霍顯對此擔憂不已，當即把謀害許平君的詳情告訴霍光，並對丈夫霍光說：「事情失算到這個地步，千萬別讓官吏審訊淳于衍阿！」霍光知曉事情的經過後大為驚愕，原想舉發妻子霍顯的罪刑，但最終仍因為猶豫不忍而替她將此事掩蓋過去，霍光其後向漢宣帝上奏，簽署對淳于衍免予問罪的詔令。
待風波平息後，霍顯送給淳于衍名貴的蒲桃錦二十四匹、散花綾二十五匹，其中散花綾出自鉅鹿的陳寶光家，而陳寶光的妻子承繼了綾緞的織造技術，霍顯把陳妻召入府裡讓她織綾，織機上用一百二十個腳踏板，六十日方能織成一匹，每匹的價格可值一萬錢，此外還贈給淳于衍走珠一琲、綠綾百端、錢百萬、黃金百兩，並為她興建宅邸，家中的奴僕婢女多到不可勝數，儘管如此，淳于衍仍不滿足的向霍顯抱怨道：「我為你辦成何等大事，你竟只是這麼報答我的嗎！」。